# Ascelin van Cremona
 Ascelin van Cremona, ook wel Ascelin van Lombardije, was een Italiaanse frater van de orde van de dominicanen die door paus Innocentius IV in 1245 als gezant naar het Nabije Oosten werd gezonden om met daar aanwezige Mongoolse legercommandanten contact te leggen. 

## De pauselijke missies van 1245

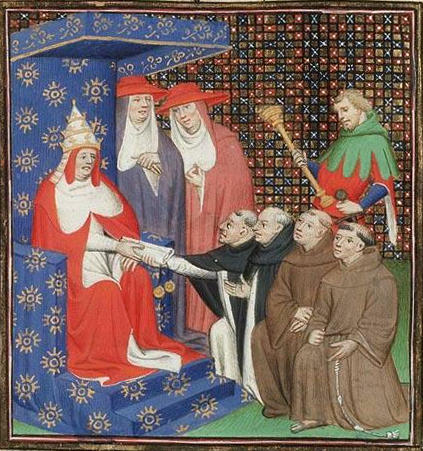
Paus Innocentius IV zegent de missies naar de Mongolen.Illustratie uit het Speculum Historiale van Vincent van Beauvais

In de jaren  1238-1241 waren  Mongoolse troepen tot diep in Midden-Europa binnengetrokken. In april 1241 werd het leger van de Hongaarse koning Béla IV in de slag bij Mohi door Batu Khan vernietigend verslagen. Later dat jaar vertrokken de Mongolen uit Midden-Europa. Historici geven een combinatie van factoren als reden daarvoor aan.  Logistieke problemen, onenigheid tussen Mongoolse commandanten maar vooral het overlijden van de khagan Ögedei, de eerste opvolger van Dzjengis Khan. Batu Khan meende recht te hebben op de troon en vertrok met een groot deel van de troepen naar de khuriltai in Karakorum, waar de opvolger zou worden gekozen. 
De paniek in Europa was groot en een hernieuwde aanval van de Mongolen werd gevreesd. Een gezamenlijke strategie van de Europese vorsten kwam echter niet tot stand. In die situatie besloot paus Innocentius IV het initiatief te nemen. Hij maakte van de Mongoolse dreiging een agendapunt, Remedium contra Tartaros, op het Eerste Concilie van Lyon. Reeds voorafgaand aan het concilie nam hij het besluit vier delegaties naar Mongools gebied  te zenden. De  franciscaan Johannes van Pian del Carpine zou naar  Karakorum, de hoofdstad van het Mongoolse rijk,  reizen.   Een tweede franciscaan Laurens van Portugal zou Mongolen vanuit de  Levant benaderen. De beide dominicanen André de Longjumeau en Ascelin van Cremona kregen de opdracht dit te doen van het Nabije-  en Midden-Oosten. Over de missie van Laurens van Portugal is niets bekend. De meeste historici nemen aan, dat deze missie nooit vertrokken is. De andere drie missies vertrokken alle in 1245. Alle missies kregen dezelfde twee brieven mee. In Dei patris immensa stond een uiteenzetting over het christelijk geloof en riep de Mongolen op het christendom te aanvaarden. In Cum non solum werden zij gemaand het vermoorden van mensen en christenen in het bijzonder te staken. De paus sprak de wens uit in vrede met de Mongolen te kunnen leven   

## De reis van Ascelin

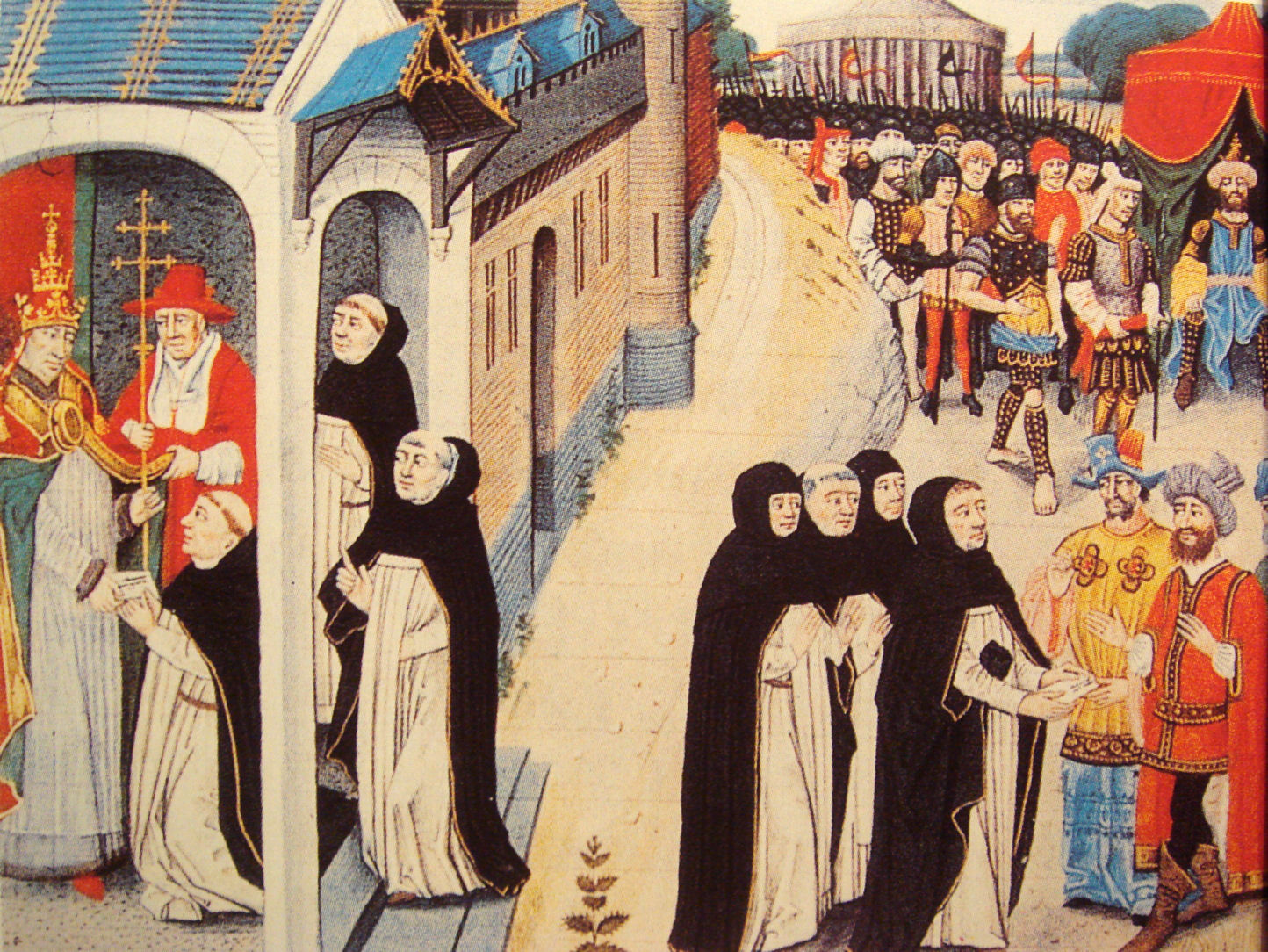
Ascelin ontvangt de brieven van Innocentius IX en geeft die door aan Biaji. Illustratie uit Chronique des Empereurs van David Aubert

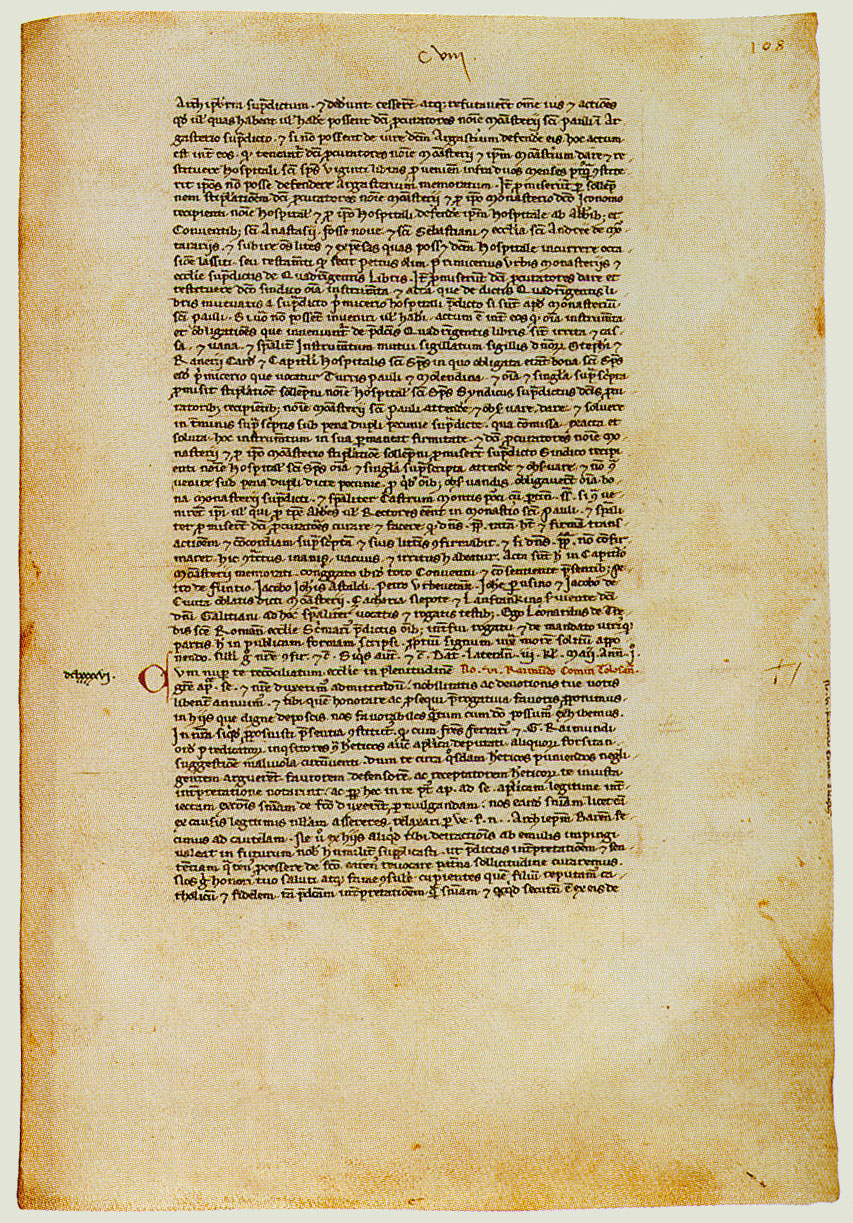
De brief Dei patris immensa van Innocentius IV kregen alle delegaties mee

De  opdracht van de paus aan Ascelin was het vinden van het grootste en belangrijkste Mongoolse leger in het Perzische Rijk. Ascelin zou die commandant tot het christendom dienen te bekeren en hem moeten opdragen boete te doen voor zijn zonden. Ascelin moet in maart/april 1245 uit Lyon vertrokken zijn. Hij moet daarna met een  schip aangekomen zijn in   Akko in het noorden van het huidige Israël. 
Het staat vast, dat hij op 24 mei 1247 aankwam in het legerkamp van Baiju, de feitelijke Mongoolse heerser over wat nu het grootste  deel van Iran is. De redenen voor de ook voor die tijd lange periode van de reis zijn nooit geheel duidelijk geworden. De meest gehanteerde verklaring is, dat hij eerst via door moslims beheerste gebieden Perzië trachtte te bereiken, maar hem dat onmogelijk werd gemaakt. Hij zou daarna naar het noorden zijn getrokken en via Tbilisi in Georgië,  Armenië en Anatolië de reis hebben vervolgd. Het kamp van Baiju werd gevonden noordelijk van de rivier Araxes,  oostelijk van het Sevanmeer in de nabijheid van het huidige Sisian in het zuiden van het huidige Armenië.  
Ascelin verbleef twee maanden in het kamp. De missie faalde in alle doelen. De Mongolen vonden Ascelin arrogant met een groot gebrek aan tact en gevoel voor diplomatie. Hij ergerde hun meerdere malen door in gesprekken uit te spreken dat de paus superieur was aan de khagan  en door te weigeren te knielen voor Baiju.  Ascelin en zijn reisgenoten werden drie maal door Baiju ter dood veroordeeld. Alleen het verzoek van de belangrijkste vrouw van Baiju en dat van de functionaris aan zijn hof die verantwoordelijk was buitenlandse bezoekers bespaarde hen de uitvoering daarvan. 
Een klein deel van dat antwoord van Baiju kwam er op neer dat hij de vermaning van de paus ten aanzien van het doden van mensen op zich begreep. Maar de essentie van het antwoord was, dat het nu eenmaal de wil van God was, dat de Mongolen de wereld regeerden. Verder bevatte het antwoord de eis dat de paus zich persoonlijk bij Baiju zou komen onderwerpen. Indien daar geen gevolg aan gegeven zou worden, had dat als consequentie dat de paus als een vijand van de Mongolen zou worden beschouwd. 
Baiju wees twee Mongoolse gezanten aan, Aibeg en Sargis, die met Ascelin zouden terugreizen naar Europa en dit antwoord aan de paus zouden overhandigen. De overige twee missies alsmede ook de enkele jaren later vertrokken Willem van Rubroeck waren ook geconfronteerd geweest met de eis dan wel verzoek dat Mongoolse gezanten hen zouden vergezellen op de terugreis naar Europa. Die missies slaagden er in om het verzoek af te wijzen. De notie daarachter was de vrees voor spionage door de Mongoolse gezanten.  Ascelin was mogelijk onbekend met die notie of verkeerde in een positie waarin hij het gezelschap van de Mongoolse gezanten niet kon afwijzen.

## Terug in Lyon
In september/oktober 1248  arriveerde het gezelschap weer in Lyon, waar  Innocentius IV nog steeds verbleef. Hun aankomst werd overschaduwd door de iets vroegere terugkeer van Johannes van Pian del Carpine, die omstreeks dezelfde tijd was vertrokken. Pian del Carpine had in een kortere tijd de veel langere afstand naar Karakorum heen en terug gereisd en dat maakte veel meer indruk dan de reis van Ascelin.  
De paus gaf een brief, gedateerd 22 november 1248, mee aan de Mongoolse gezanten die aan het eind van die maand weer vertrokken.  De essentie van de inhoud van die brief was hetzelfde als de brieven waarmee Ascelin was vertrokken. De brief stelde dat Innocentius IV handelde uit plichtsbesef om de ware religie onder de kennis van de Mongolen te brengen. De paus betreurde de volharding van de Mongolen in al hun fouten en riep op hun bedreigingen te staken.
Het ware beter dat u zich vernedert voor Christus en Zijn verdraagzaamheid erkent. Hij die zo lang uw vernietigende acties heeft verdragen en op u heeft gewacht. U kunt uw fouten veranderen in waarheid en dan in staat zijn Hem te vrezen, want Hij zal u  confronteren met Zijn toorn, omdat u Zijn almacht niet erkent

## Het reisverslag
Ascelin werd vanaf Akko steeds vergezeld door andere dominicanen. In het verslag van de reis worden er vijf genoemd. Geen van die vijf heeft de gehele reis gemaakt. Simon van Saint-Quentin was gedurende de periode van de laatste twee en een half jaar de reisgenoot van Ascelin. Hij schreef ook het verslag van de reis onder de titel Historia Tartarorum. Dat manuscript is verloren gegaan, maar de tekst is bewaard gebleven in het Speculum Historiale, het derde deel van het door Vincent van Beauvais geschreven  Speculum Maius, een zeer omvangrijke en in de Middeleeuwen ook populaire encyclopedie. De missie van Ascelin had gefaald, maar het verslag bevatte wel toen recente en nog onbekende  informatie over de Mongoolse verovering van gebieden die aan het huidige Syrië grensden en over een aantal Mongoolse gebruiken en gewoonten.  